# روسکو بارتلت
روسکو گاردنر بارتلت جونیور (.Roscoe Gardner Bartlett Jr) (زادهٔ ۳ ژوئن ۱۹۲۶)، سیاستمدار اهل ایالات متحده است که از ۱۹۹۳ تا ۲۰۱۳ میلادی به عنوان نماینده حوزه انتخابیه ششم مریلند در مجلس نمایندگان ایالات متحده آمریکا خدمت نمود. وی عضو حزب جمهوری‌خواه و عضو فراکسیون کنگره تی پارتی است. هنگام پایان دوره خدمت خود در کنگره ایالات متحده، بارتلت پس از جمهوری‌خواه رالف هال از تگزاس، دومین عضو کهن‌سال مجلس نمایندگان ایالات متحده بود.

## اوایل زندگی و تحصیلات
بارتلت در مورلند، کنتاکی بدنیا آمد و والدین وی مارتا مینیک و روسکو گاردنر بارتلت نام داشتند. وی دوره ابتدایی آموزش خود را در یک ساختمان مدرسه که تنها یک اتاق داشت، به اتمام رساند. پس از آن وی در کالج کلمبیا یونیون (حالا دانشگاه واشینگتن ادونتیست) منتسب به کلیسای ادونتیست‌های روز هفتم (Seventh-day Adventist Church) واقع در تکوما پارک، مریلند پذیرفته شده و با کسب مدرک کارشناسی علوم در الهیات و زیست‌شناسی و تخصص در شیمی، در ۱۹۴۷ میلادی از این کالج فارغ‌التحصیل گردید. او می‌خواست تا کاهن کلیسای ادونتیست‌های روز هفتم شود، اما از آنجا که وی دوره کارشناسی خود را در ۲۱ سالگی به پایان رسانده بود، برای کاهن شدن بسیار جوان پنداشته شد.
بارتلت تشویق شد تا دوره فوق لیسانس خود را در دانشگاه مریلند، کالج پارک ادامه دهد. وی در حوزه‌های کالبدشناسی، فیزیولوژی و جانورشناسی آموزش دیده و مدرک فوق لیسانس خود را در رشته فیزیولوژی در ۱۹۴۸ میلادی کسب کرد. پس از آن، بارتلت به عنوان استاد در این دانشگاه استخدام شد و همزمان با کار روی مدرک دکترای تخصصی (پی‌ایچ‌دی) خود که در ۱۹۵۲ میلادی به دست آورد، وی به تدریس مضامین کالبدشناسی، فیزیولوژی و جانورشناسی می‌پرداخت. حرفه آکادمیک وی مشتمل بود بر تدریس در مدرسه پزشکی لوما لیندا (۱۹۵۲ – ۱۹۵۴ میلادی) واقع در لوما لیندا که همچنین منتسب به کلیسای ادونتیست‌های روز هفتم بود و خدمت به عنوان استادیار در کالج پزشکی دانشگاه هوارد در واشینگتن دی.سی. (۱۹۵۴ – ۱۹۵۶ میلادی).

## حرفه سیاسی

### انتخابات

#### ۱۹۸۰
بارتلت در ۱۹۸۰ میلادی خود را برای کرسی مجلس سنای ایالات متحده نامزد کرد. در انتخابات مقدماتی وی تنها ۷٪ آرا را کسب نموده و انتخابات را به متصدی چارلز متیاس که ۵۵٪ آرا را کسب نموده بود باخت.

#### ۱۹۸۲
در ۱۹۸۲ میلادی، بارتلت از حوزه انتخابیه ششم مریلند در مقابل متصدی دموکرات عضو کنگره بورلی بایرون، خود را نامزد انتخابات کرد. وی در انتخابات مقدماتی جمهوری‌خواهان با کسب ۵۲٪ آراء برنده شد. در انتخابات سراسری، بایرون وی را با حاشیه ۷۴٪ در مقابل ۲۶٪ شکست داد.

#### ۱۹۹۲
وی بار دیگر خود را از حوزه انتخابیه ششم که مجدداً ترسیم شده بود نامزد نموده و در انتخابات مقدماتی جمهوری‌خواهان با دریافت ۴۲٪ آرا برنده شد. بایرون در انتخابات مقدماتی دموکرات‌ها از لیبرال دموکرات، نماینده ایالتی توماس هتری به‌طور غیرمنتظره شکست خورد. بیشتر دموکرات‌های محافظه‌کار در انتخابات نوامبر از بارتلت حمایت نموده و وی توانست هتری را با دریافت ۵۴٪ در مقابل ۴۶٪ آرا شکست دهد.

#### ۱۹۹۴ – ۲۰۰۶
در این جریان، وی به‌طور مکرر در انتخابات با کسب حداقل ۵۶٪ آرا برنده شد.

#### ۲۰۰۸
بر بنیاد گزارش فردریک نیوز-پست، بارتلت مقدار فروش دارایی‌های خود از ۲۰۰۴ میلادی به بعد را در فورم‌های رسمی گزارش مالی خود حدود بیش از ۱ میلیون دلار کمتر گزارش داده بود و وی در یک وام گزارش نشده برای فروش خانه دخترش که برای این کار اجازه‌نامه کتبی شخصی داشت، ۲۹۹۰۰۰ دلار به‌دست آورده بود. بارتلت اظهار داشت که این گزارش کمتر از مبلغ واقعی تنها نتیجه غفلت بوده و وی در معاملات املاک و مستغلات «نقش اندکی» داشته‌است.

#### ۲۰۱۰
بارتلت، به عنوان تنها نامزد جمهوری‌خواه مریلند در کنگره، زمانی که ۸۴ سال داشت مجدداً در انتخابات ۲۰۱۰ میلادی پیروز شد. در ۱ ژوئن ۲۰۰۹، دموکرات و کهنه‌سرباز جنگ عراق اندرو داک به‌طور رسمی آغاز ستاد انتخاباتی خود برای به‌دست آوردن کرسی بارتلت اعلام نمود.

#### ۲۰۱۲
حوزه انتخابیه بارتلت بر اثر برنامه‌های مرزبندی‌های جدید حوزه‌ها در اکتبر ۲۰۱۱ به‌طور قابل‌توجهی تغییر داده شد، چیزی که از آن به عنوان یک کژحوزه‌بندی نامبرده شد. مرزهای جدید حوزه اندکی به حوزه‌های جنوب گسترش داده شده و برخی از مناطقی نزدیک به واشینگتن دی.سی. که به شدت دموکرات است به این حوزه اضافه گردید.
به‌طور مشخص، این برنامه جدید حوزه‌بندی یک قسمت اعظم شهرستان فردریک که طرفدار جمهوری‌خواهان بود و حتی یک بخش زیاد شهرستان کرول که به‌طور سنگینی جمهوری‌خواه بود را به حوزه به شدت دموکرات هشتم منتقل نمود. این حوزه‌بندی همچنین باعث شد تا بخش‌های بسیار جمهوری‌خواه شهرستان‌های هارفورد و بالتیمور و همچنین یک بخش دیگر شهرستان کرول به حوزه انتخابیه یکم که از قبل به شدت جمهوری‌خواه بود، منتقل گردد. به‌جای آنها، قانون یک بخش بزرگ از شهرستان مانتگامری که کاملاً طرفدار دموکرات‌ها بود را اضافه نمود. در حالی که جان مک‌کین می‌توانست ۵۷ درصد آرای حوزه ششم پیشین را به‌دست بیاورد، اما با مرزبندی جدید باراک اوباما حالا قادر بود ۵۶ درصد آرا را از حوزه ششم جدید به‌دست بیاورد.
بارتلت در این دوره از نامزدی انتخابات خود با دموکرات جان دلینی (John Delaney) و لیبرترین نیکلاس مولر (Libertarian Nickolaus Mueller) روبرو شد.
در ۲۰۱۲ میلادی، کمیسیون فدرال انتخابات بارتلت را بخاطر عدم ارایه گزارش‌های صحیح مالی از ستاد انتخاباتی خود، مبلغ ۵۰۰۰ دلار جریمه کرد. بارتلت یک حسابدار استخدام نمود تا به مسائل مالی که هنوز افشاء نشده بودند رسیدگی نماید.
زمانی که عضو کنگره تاد اکین (Todd Akin) نظریاتی ناشایست در مورد زیست‌شناسی زنان اظهار نمود، بارتلت بلافاصله آنها را رد نموده و اضافه نمود، «اینگونه جملات هیچ جایگاهی در سیاست ندارد… به عنوان یک متخصص فیزیولوژی انسان، من می‌دانم که ادعاهای تاد از نظر علمی هیچ پشتوانهٔ ندارند». وی در مورد نظر خود پیرامون استثنائات سقط جنین گفت که «نظریات همانی است که از بیست سال گذشته بوده‌است. من طرفدار زندگی هستم به استثنای حالتی که زندگی مادر در خطر باشد، تجاوز جنسی و زنای با محرم… من به حدی طرفدار بندگی هستم که حتی با تنبیه بدنی نیز مخالف استم»، وی همچنین بعداً اضافه نمود که تنها یک بخش کوچک از سقط جنین نتیجه تجاوز جنسی است؛ با این وجود، بارتلت در ۲۰۰۱ میلادی از یک متمم قانون اساسی حمایت نمود که موارد استثنایی تجاوز جنسی و زنای با محرم در آن شامل بود. «حزب دموکرات مریلند بارتلت را دنبال نموده» و سعی نمودند تا نظریات تاد اکین را به بارتلت نسبت دهند.
بارتلت در انتخابات سراسری تنها ۳۸ آرا را به‌دست آورده و در مقابل دلینی (Delaney) که ۵۹ آرا را به‌دست آورده بود به‌طور سنگینی شکست خورد.

### دوره خدمت
در نوامبر ۱۹۹۷، بارتلت یکی از هجده نماینده جمهوری‌خواه کنگره بود که قطعنامهٔ را به هدف آغاز استعلام برای استیضاح رئیس‌جمهوری بیل کلینتون بود، به‌طور مشترک با عضو کنگره باب بار معرفی نمودند. این قطعنامه هیچ اتهام یا ادعای را مشخص نکرده بود. این قطعنامه یک تلاش اولیه برای استیضاح کلینتون بوده و قبل از فوران رسوایی جنسی بیل کلینتون بود که در نهایت به استیضاح کلینتون در ۱۹۹۸ میلادی منتهی شد. در ۸ اکتبر ۱۹۹۸، بارتلت به نفع قانونی که راه را برای یک استعلام استیضاح باز می‌کرد رأی داد. در ۱۹ دسامبر ۱۹۹۸، بارتلت به نفع تمامی لایحه‌های که طرفدار استیضاح کلینتون بود رأی داد (که از آن جمله دو لایحه رأی اکثریت را به‌دست آورد).
در اوت ۲۰۱۱، بارتلت یک آپ-اد در روزنامه نیویورک تایمز نوشته و خواهان پایان بخشیدن به تمامی پژوهش‌های متجاوزانه در مورد میمون انسان‌نما شد. بارتلت، هرچند خود قبلاً در همکاری با برنامه فضایی ایالات متحده روی میمون انسان‌نما پژوهش نموده بود، هنگام معرفی قانون محافظت از میمون انسان‌نمای بزرگ و صرفه‌جویی در هزینه، به سناتور ماریا کانتول ملحق شد. اگر این قانون تصویب گردد، انتظار می‌رود تا ۳۰۰ میلیون دلار در هزینه‌های حکومت فدرال در ۱۰ سال آینده صرفه‌جویی گردد.